# 黃海 (電影)
《黃海》（韓語：황해）為2010年由羅宏鎮執導的韓國犯罪驚悚片。累積觀影人次達226萬人。

## 劇情
金九南（河正宇 飾）是一名住在中國延边朝鲜族自治州延吉市的朝鮮族計程車司機，為了讓妻子去南韓打工，金九南借了6萬塊錢的巨款。然而，妻子已經六個月沒有消息了，金九南每天喝酒賭博，積欠的債務越來越多。更糟的是，金九南突遭計程車公司解雇，而他的大部分遣散费又被讨债人夺走。有天金九南認識了綿正鶴（金允錫 飾），綿正鶴表示他願意為他償還所有的債務，條件是他必須前往韓國殺掉金勝鉉。於是金九南乘火车与破旧渔船偷渡至韩国。
在韩期间，金九南白天踩点金勝鉉的住所，有空時则寻找妻子的下落。後來他目睹金勝鉉在公寓楼梯间遭司机与两名同伙伏击身亡。在金九南击毙司机后，他割下金勝鉉拇指，準備以此去討要賞金，却被金勝鉉妻子发现。金九南仓皇逃窜。
幕后真相逐渐浮现：原來是商人金泰元指使司机杀害金勝鉉。而绵正鹤卻食言，他不打算給金九南賞金，甚至打算殺掉金九南。逃亡中的金九南绑架绵正鹤手下的走私犯，他打算乘货船返华。此时他看到一則电视新聞报道，某女子遇害，而該女子長相和他妻子很像。
金九南重返金勝鉉的公寓，他向金勝鉉的遗孀透露了真相，並在她面前立誓要手刃真凶。根据新线索，他获知金泰元藏身地，前去的途中却遭伏击。而金泰元在藏身地遭到绵正鹤突袭，双方两败俱伤。金九南在與伏擊的打手纏鬥時受傷，不過他解決了打手，赶到金泰元藏身處，垂死的金泰元道出杀机——金勝鉉与其妻有染。而受傷的绵正鹤驾车時因失血昏迷，最終引發车祸身亡。
正在餐厅里的金九南與委託人會面，拿到了骨灰以及骨灰盒。後來他去銀行，卻目睹金勝鉉的遗孀正与一位銀行職員密谈，突然顿悟——金泰元因不滿其妻出軌而杀金勝鉉，金勝鉉妻子则同樣为了报复丈夫出軌而雇凶杀夫。金九南後來來到码头边劫持了渔船，他要求漁船開往延边。航行中，他恍惚看见妻子乘列车远去，金九南终因伤重身亡。渔夫将金九南的尸体与骨灰抛入大海。片尾彩蛋中，金九南之妻所坐的火车抵達了火車站。

## 主要演員
- 河正宇 飾演 金九南
- 金允錫 飾演 綿正鶴
- 趙成夏 飾演 金泰元
- 李哲民 飾演 崔城南(崔主任)
- 郭度沅 飾演 金勝鉉(金教授)
- 林藝媛（朝鲜语：임예원） 飾演 金勝鉉妻子
- 李伊 飾演 泰元的情婦
- 鄭滿植 飾演 警探1
- 趙在允 飾演 釜山港口的卡車司機
- 李熙俊 飾演 博恩警察
- 吳允紅 飾演 金泰元妻子
- 李準赫 飾演
- 黃石正 飾演 房東
- 朴秉恩 飾演 銀行職員

## 獎項
- 2011年 第5屆亞洲電影大獎 最佳男主角（河正宇）
- 2011年 第47屆百想藝術大獎 男子最優秀演技獎（河正宇）
- 2011年 第32屆青龍電影獎 最佳燈光獎（黃順旭）
- 2011年 第48屆大鐘獎 最佳男配角（趙成夏）、最佳服裝
- 2011年 第31屆韓國電影評論家協會獎 男子演技獎（河正宇）

## 外部連結
- NAVER電影 （页面存档备份，存于）
- daum （页面存档备份，存于）
- 韓國電影數據庫KMDb （页面存档备份，存于）